# Max Langes attack
Den här artikeln använder algebraisk schacknotation för att beskriva schackdragen.
Max Langes angrepp är en schacköppning som kan uppstå från flera öppningar, som exempelvis tvåspringarspel och italienskt parti. Max Langes angrepp kan även uppstå efter ryskt parti, skotsk gambit, centrumspel och löparspel.